# Pont d'Iéna
A Pont d'Iéna é uma ponte parisiense sobre o rio Sena que liga o 7.º Arrondissement ao 16º arrondissement.
Foi tombado como monumento histórico em 1975 e em 1999 foi incluído na delimitação da área de Riberas del Seine, em Paris, declarada Patrimônio da Humanidade pela Unesco.
Foi Napoleão Bonaparte quem em 14 de outubro de 1806 decidiu construir a ponte, colocando-a bem em frente ao Escola Militar.